# Shuangping
Shuangping (kinesiska: 双坪) är en etnisk minoritetssocken för yi- och miao-folken i sydvästra Kina. Den ligger i Hezhang härad i staden Bijie i provinsen Guizhou, omkring 220 kilometer väster om provinshuvudstaden Guiyang.